# José Gerbase
José Gerbase (Maceió, 1910 — Porto Alegre, 1982) foi um médico brasileiro.
Foi pioneiro da dermatologia no Rio Grande do Sul e presidente do Grêmio Foot-Ball Porto Alegrense em 1946. Foi também presidente do Sindicato Médico do Rio Grande do Sul entre 1954 e 1956.
Casado com Lea Barth Gerbase, teve 6 filhos: os médicos Maria Gerbase, Antônio Carlos Gerbase e Andrea Gerbase, os engenheiros José Gerbase Filho e Luiz Gerbase e o cineasta Carlos Gerbase.